# Frossay
Frossay (bretonisch: Frozieg; Gallo: Froczaè) ist eine französische Gemeinde mit 3.289 Einwohnern (Stand: 1. Januar 2022) im Département Loire-Atlantique in der Region Pays de la Loire. Sie gehört zum Arrondissement Saint-Nazaire und zum Kanton Saint-Brevin-les-Pins. Die Einwohner werden Frossetains genannt.

## Geographie
Die Gemeinde Frossay liegt etwa 25 Kilometer westlich von Nantes in der historischen Landschaft Pays de Retz am Ästuar der Loire. Durch die Gemeinde führt der Canal Maritime de la Basse Loire. Umgeben wird Frossay von den Nachbargemeinden Bouée im Norden, Le Pellerin im Osten, Vue im Südosten, Chaumes-en-Retz im Süden, Saint-Viaud im Westen sowie La Chapelle-Launay und Lavau-sur-Loire im Nordwesten. Durch die Gemeinde führt die frühere Route nationale 723 (heutige D723).

## Bevölkerungsentwicklung
| Jahr                       | 1962 | 1968 | 1975 | 1982 | 1990 | 1999 | 2006 | 2014 | 2022 |
| -------------------------- | ---- | ---- | ---- | ---- | ---- | ---- | ---- | ---- | ---- |
| Einwohner                  | 2171 | 2018 | 1913 | 1911 | 2099 | 2110 | 2575 | 3158 | 3289 |
| Quellen: Cassini und INSEE |      |      |      |      |      |      |      |      |      |

## Sehenswürdigkeiten
- Kirche Saint-Pierre-aux-Liens
- Herrenhaus und Kapelle Le Bois-Péan, Kapelle aus dem 17. Jahrhundert, Herrenhaus aus dem 16. Jahrhundert
- Menhir des Pins
- Schloss Ker Aulen
- Schloss La Rosselière
- „Legendia Parc“, Tierpark
- Waschhaus von Bibonnière
- zahlreiche Calvaires
- Wasserturm im Ortsteil La Hamonais

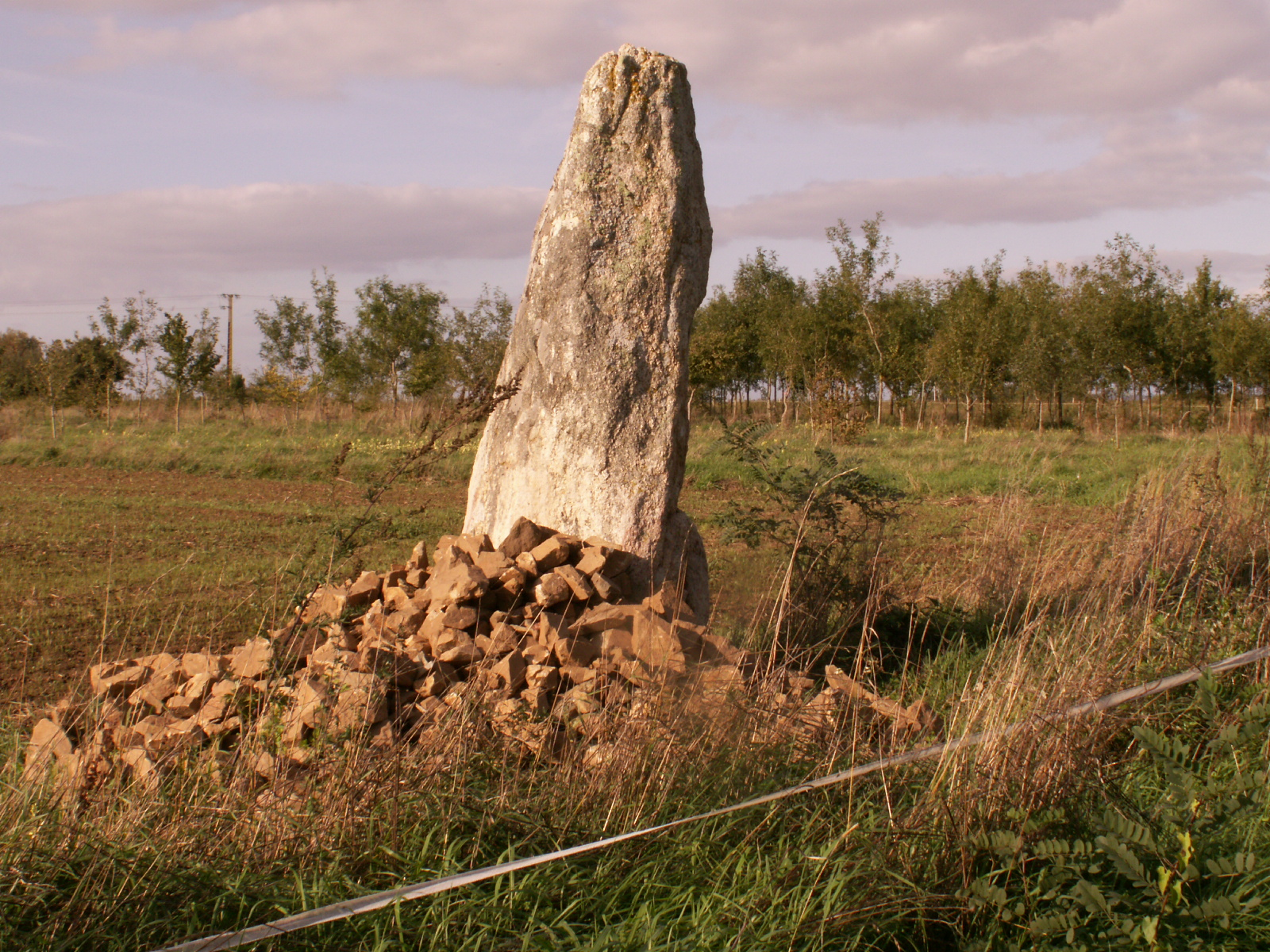
Menhir des Pins
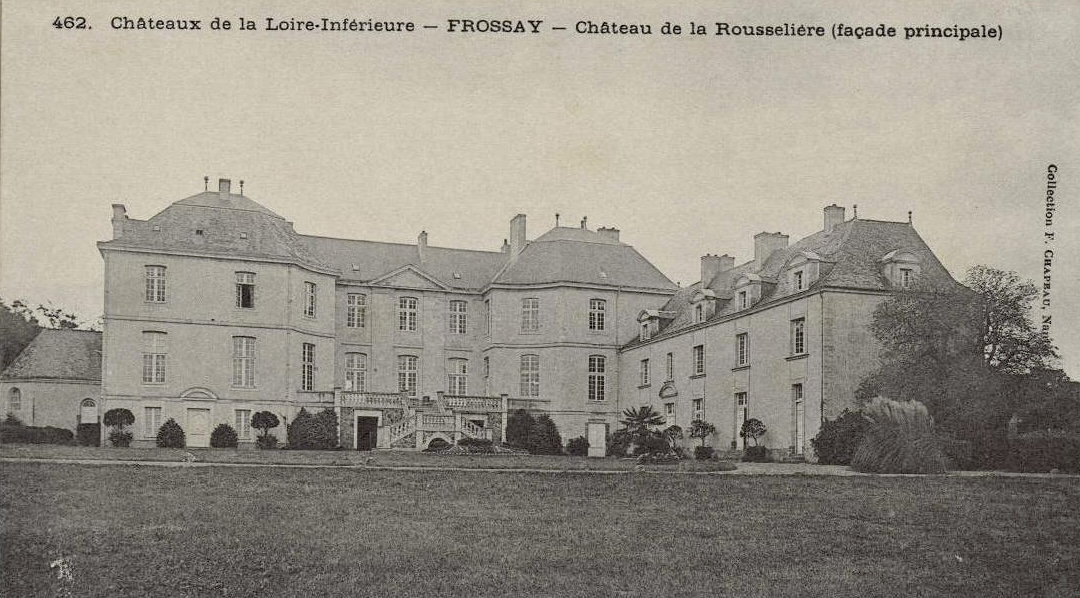
Schloss La Rosselière
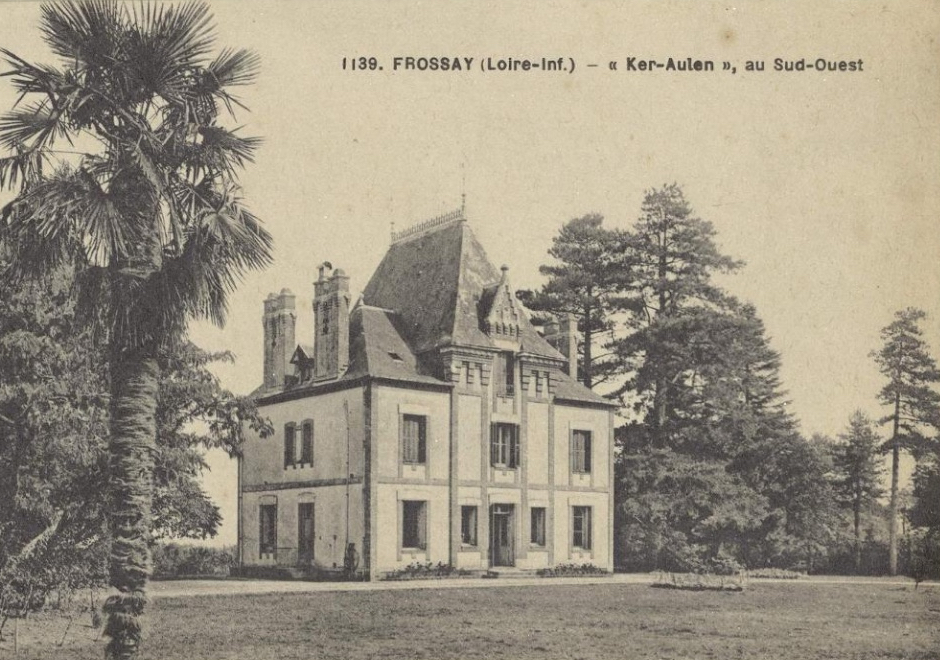
Schloss Ker Aulen